# Nikołaj Łukjanionok
Nikołaj Wikientjewicz Łukjanionok (ros. Николай Викентьевич Лукьянёнок, ur. 1914, zm. 3 maja 1983) – radziecki działacz partyjny i państwowy.

## Życiorys
Od 1938 do stycznia 1942 był dyrektorem nowonikołajewskiej szkoły średniej, od 1939 należał do WKP(b), 1941 ukończył Tomski Instytut Nauczycielski, od stycznia do sierpnia 1942 kierował rejonowym oddziałem edukacji narodowej. W sierpniu 1942 został sekretarzem, potem I sekretarzem rejonowego komitetu WKP(b) w obwodzie nowosybirskim/obwodzie tomskim, 1947-1950 był sekretarzem Komitetu Obwodowego WKP(b) w Tomsku, a 1950-1954 I sekretarzem Komitetu Miejskiego WKP(b)/KPZR w Tomsku. W 1952 zaocznie ukończył Wyższą Szkołę Partyjną przy KC WKP(b), 1954-1963 był II sekretarzem Komitetu Obwodowego KPZR w Tomsku, od 1963 zastępcą przewodniczącego, potem do 1967 I zastępcą przewodniczącego Komitetu Wykonawczego Tomskiej Rady Obwodowej, a od 20 lutego 1967 do stycznia 1980 przewodniczącym tego komitetu. Był odznaczony Orderem Czerwonego Sztandaru Pracy i Orderem Znak Honoru.